# Terence Browne (9e marquis de Sligo)
Terence Morris Browne, 9e marquis de Sligo (28 septembre 1873 - 28 juillet 1952), est un pair britannique et irlandais.

## Biographie
Terence Browne est un fils cadet de Henry Browne, 5e marquis de Sligo et de Catherine Henrietta Dickon. Il succède au titre à la mort de son frère aîné, Arthur Browne, 8e marquis de Sligo. Il est surintendant de la police du Bengale avant de succéder à son frère.
Il meurt célibataire et sans enfants et est donc remplacé par son neveu, Denis Browne, 10e marquis de Sligo.

## Décorations
- Médaille du jubilé de diamant de la police de Victoria (20 juin 1897)
- Médaille du couronnement du roi Édouard VII (26 juin 1902)
- Médaille du couronnement du roi George V (30 juin 1911)
- Médaille du jubilé d'argent de George V (6 mai 1935)
- Médaille du couronnement du roi George VI (12 mai 1937)